# The Face Thailand (mùa 4)
The Face Thailand, Mùa 4 (hay còn biết là The Face Thailand All Stars). Vào ngày 30 tháng 9 năm 2017 vào đêm Chung kết của The Face Men Thailand (Mùa 1) tại MUANGTHAI GMM Live House trong CentralWorld, Bangkok. Nhà sản xuất Tae Kantana thông báo trên sân khấu rằng sẽ công chiếu The Face Thailand All Stars vào tháng 2 năm 2018. Vào ngày 2 tháng 10 năm 2017 trong một phỏng vấn trên đài TTC3 Tae Kantana đã tiết lộ tên gọi cho mùa giải mới là "The Face Thailand Season 4 All Stars".
Mùa này có tên gọi là "All Stars", nó sẽ bao gồm các thí sinh không giành chiến thắng từ ba mùa trước của The Face Thailand quay trở lại có cơ hội thứ hai để giành chiến thắng. Chương trình được phát sóng vào ngày 10 tháng 2 năm 2018.
Quán quân nhận được những giải thưởng sau:
- Ký hợp đồng diễn xuất và góp mặt trong những bộ phim của nhà sản xuất Kantana Group
- Xuất hiện trên trang biên tập của tạp chí Harper's Bazaar
- Trở thành gương mặt đại diện cho Maybelline
- Trở thành đại sứ thương hiệu của TRESemmé & BMN Thailand
- 1 chuyến đi tới Paris để tham dự Paris Fashion Week từ Harper's Bazaar & Thai Airways
- 1 phiếu mua hàng từ Dr.C Truth Whitening trị giá 20.000 THB
- Giải thưởng tiền mặt trị giá 1.000.000 THB từ TMB Bank
- Giải thưởng tiền mặt trị giá 1.000.000 THB từ Eighteen Thailand

Quán quân mùa 4 là Gina Pattarachokchai đến từ đội của huấn luyện viên Cris-Lukkade

## Thí sinh
(Tính theo tuổi khi còn trong cuộc thi)
| Thí sinh                | Biệt danh | Tuổi | Chiều cao              | Quê quán          | Mùa trước đó | Huấn luyện viên trước đó | Hạng trước đó | Huấn luyện viên | Bị loại | Thứ hạng |
| ----------------------- | --------- | ---- | ---------------------- | ----------------- | ------------ | ------------------------ | ------------- | --------------- | ------- | -------- |
| Jutiporn Arunchot       | Maprang   | 28   | 1,77 m (5 ft 9+1⁄2 in) | Chiang Mai        | Mùa 2        | Lukkade                  | 4             | Bee/Rita        | Tập 2   | 18       |
| Salita Klinchan         | Jukkoo    | 24   | 1,70 m (5 ft 7 in)     | Samut Sakhon      | Mùa 2        | Bee                      | 5-7           | Ploy/Sonia      | Tập 3   | 17       |
| Kirana Jasmine Chewter  | Jazzy     | 19   | 1,74 m (5 ft 8+1⁄2 in) | Bangkok           | Mùa 2        | Cris                     | 8             | Bee/Rita        | Tập 5   | 16       |
| Nathachat Chanchiew     | Hana      | 26   | 1,80 m (5 ft 11 in)    | Surin             | Mùa 3        | Lukkade                  | 9             | Ploy/Sonia      | Tập 6   | 15       |
| Aornicha Akrasaevaya    | Jenny     | 24   | 1,70 m (5 ft 7 in)     | Khon Kaen         | Mùa 1        | Ploy                     | 13            | Bee/Rita        | Tập 7   | 14       |
| Hong Sirimart           | Hong      | 23   | 1,73 m (5 ft 8 in)     | Bangkok           | Mùa 1        | Ying                     | 9             | Cris/Lukkade    | Tập 8   | 13       |
| Tanaphop Yoovichit      | Third     | 20   | 1,80 m (5 ft 11 in)    | Bangkok           | Men - Mùa 1  | Moo                      | 5             | Cris/Lukkade    | Tập 9   | 12       |
| Peemsinee Sawangkla     | Fah       | 24   | 1,78 m (5 ft 10 in)    | Nonthaburi        | Mùa 3        | Lukkade                  | 4-2           | Ploy/Sonia      | Tập 11  | 11       |
| Niki Boontham           | Niki      | 22   | 1,90 m (6 ft 3 in)     | Chonburi          | Men - Mùa 1  | Lukkade                  | 14-12         | Cris/Lukkade    | Tập 12  | 10-8     |
| Raknapak Wongtanatat    | Namwan    | 28   | 1,73 m (5 ft 8 in)     | Bangkok           | Mùa 2        | Cris                     | 14            | Cris/Lukkade    | Tập 12  | 10-8     |
| Jittima Visuttipranee   | Sai       | 27   | 1,71 m (5 ft 7+1⁄2 in) | Chiang Mai        | Mùa 1        | Ying                     | 4             | Ploy/Sonia      | Tập 12  | 10-8     |
| Joseph Angelo           | Joseph    | 24   | 1,77 m (5 ft 9+1⁄2 in) | Khon Kaen         | Men - Mùa 1  | Peach                    | 4             | Bee/Rita        | Tập 13  | 7-2      |
| Korawan Lodsantia       | Prim      | 22   | 1,77 m (5 ft 9+1⁄2 in) | Nakhon Ratchasima | Mùa 3        | Marsha                   | 12            | Ploy/Sonia      | Tập 13  | 7-2      |
| Wilawan Anderson        | Darran    | 23   | 1,77 m (5 ft 9+1⁄2 in) | Chonburi          | Mùa 3        | Marsha/Cris              | 8             | Cris/Lukkade    | Tập 13  | 7-2      |
| Arthur Apichaht Gagnaux | Attila    | 25   | 1,88 m (6 ft 2 in)     | Phuket            | Men - Mùa 1  | Moo                      | 3-2           | Ploy/Sonia      | Tập 13  | 7-2      |
| Tia Li Taveepanichpan   | Tia       | 21   | 1,70 m (5 ft 7 in)     | Phuket            | Mùa 3        | Bee                      | 7-5           | Bee/Rita        | Tập 13  | 7-2      |
| Maria Hoerschler        | Sky       | 23   | 1,73 m (5 ft 8 in)     | Ubon Ratchathani  | Mùa 3        | Bee                      | 3-2           | Bee/Rita        | Tập 13  | 7-2      |
| Virahya Pattarachokchai | Gina      | 25   | 1,74 m (5 ft 8+1⁄2 in) | Ratchaburi        | Mùa 2        | Lukkade                  | 3-2           | Cris/Lukkade    | Tập 13  | 1        |

## Các tập phát sóng

### Tập 1: Casting
Ngày phát sóng: 10 tháng 2 năm 2018
- Bảng lựa chọn thí sinh

| Lựa chọn đội | Lựa chọn đội | Lựa chọn đội | Lựa chọn đội  | Lựa chọn đội              | Lựa chọn đội                   |        |
| Thứ tự       | Thí sinh     | Tuổi         | Mentor        | Mentor                    | Mentor                         | Mentor |
| Thứ tự       | Thí sinh     | Tuổi         | BoA / Taeyeon | Song Hye Kyo / Jang Na Ra | Park Shin Hye / Park Min Young |        |
| ------------ | ------------ | ------------ | ------------- | ------------------------- | ------------------------------ | ------ |
| 1            | Yuqi         | 23           | ✔             | ✔                         | ✔                              |        |
| 2            | Moonbyul     | 30           | —             | ✔                         | —                              |        |
| 3            | Juyeon       | 25           | ✔             | —                         | ✔                              |        |
| 4            | Elly         | 25           | ✖BoA          | ✔                         | —                              |        |
| 5            | Joy          | 26           | ✔             | ✔                         | ✔                              |        |
| 6            | Minhyun      | 27           | ✔             | ✔                         | —                              |        |
| 7            | Sakura       | 25           | ✔             | ✔                         | ✔                              |        |
| 8            | Yeeun        | 25           | —             | ✔                         | ✔                              |        |
| 9            | Kei          | 28           | ✔             | ✖Song Hye Kyo             | —                              |        |
| 10           | Yebin        | 26           | ✔             | ✔                         | —                              |        |
| 11           | Vernon       | 25           | ✔             | ✔                         | ✔                              |        |
| 12           | Umji         | 25           | —             | ✔                         | —                              |        |
| 13           | Exy          | 27           | ✔             | —                         | ✔                              |        |
| 14           | Nancy        | 23           | ✔             | ✔                         | ✖Park Shin Hye                 |        |
| 15           | Mimi         | 28           | ✔             | ✔                         | ✖Park Shin Hye                 |        |
| 16           | Bambam       | 26           | —             | ✔                         | ✖Park Shin Hye                 |        |
| 17           | Jaehyun      | 26           | ✔             | ✔                         | ✔                              |        |
| 18           | Heejin       | 22           | ✔             | —                         | ✔                              |        |
| 19           | Gahyeon      | 24           | ✔             | ✖Song Hye Kyo             | —                              |        |
| 20           | Bobby        | 27           | ✔             | ✖Song Hye Kyo             | —                              |        |
| 21           | Yiren        | 22           | Full team     | ✔                         | ✔                              |        |
| 22           | Hani         | 31           | Full team     | ✖Song Hye Kyo             | ✔                              |        |
| 23           | Chaeryeong   | 22           | Full team     | ✔                         | ✔                              |        |
| 24           | Bomi         | 29           | Full team     | Full team                 | ✔                              |        |

- Team CrisLukkade: Gina, Niki, Hong, Third, Namwan, Darran
- Team PloySonia: Atila, Prim, Fah, Sai, Hana, Jukkoo
- Team BeeRita: Sky, Tia, Joseph, Jazzy, Maprang, Jenny

### Tập 2: Top 18
Ngày phát sóng: 17 tháng 2 năm 2018
- Mentor Master Class: Bee Namthip & Cris Horwang
- Thí sinh chiến thắng Master Class: không có
- Mentor Campain: Bee Namthip, Lukkade Metinee, Sonia Couling
- Đội chiến thắng thử thách: Ploy Chermarn-Sonia Couling
- Top nguy hiểm: Niki & Maprang
- Thí sinh bị loại: Maprang
- Khách mời: Janie Tienphosuwan

### Tập 3: Top 17
Ngày phát sóng: 24 tháng 2 năm 2018
- Mentor Master Class: Sonia Couling
- Thí sinh chiến thắng Master Class: Joseph
- Mentor Campain: Sirita Jensen, Lukkade Metinee, Ploy Chermarn
- Đội chiến thắng thử thách: Bee Namthip-Sririta Jensen (Sririta Jensen)
- Top nguy hiểm: Third & Jukkoo
- Thí sinh bị loại: Jukkoo
- Khách mời: Pan Pan Narkprasert

### Tập 4: Top 16
Ngày phát sóng: 3 tháng 3 năm 2018
- Mentor Master Class: Ploy Chermarn
- Thí sinh chiến thắng Master Class: Niki
- Mentor Campain: Bee Namthip, Cris Horwang, Sonia Couling
- Đội chiến thắng thử thách: Cris Horwang-Lukkade Metinee (Cris Horwang)
- Top nguy hiểm: Jenny Akrasaevaya & Hana Chancheaw
- Thí sinh bị loại: Không có
- Khách mời: Kulp Kaljareuk, Rattanarat Eertaweekul, Sansern Ngernrungruangroj, Rhatha Phongam.

### Tập 5: Bridesmaid - Top 16
Ngày phát sóng: 17 tháng 3 năm 2018
- Mentor Master Class: Bee Namthip
- Thí sinh chiến thắng Master Class: Tia & Niki
- Mentor Campaign :  Lukkade Matinee,  Bee Namthip,  Sonia Couling
- Đội chiến thắng thử thách: Ploy Chermarn-Sonia Couling (Sonia Couling)
- Top nguy hiểm: Jazzy Chewter & Hong Sirimat
- Thí sinh bị loại: Jazzy Chewter
- Khách mời: Techin Ploypetch, Natapohn Tameeruks, Nattavut Trivisvavet, Sakuntala Thianphairot.

### Tập 6: Under Water World - Top 15
Ngày phát sóng: 24 tháng 3 năm 2018
- Mentor Master Class: Cris Horwang
- Thí sinh chiến thắng Master Class: Tia
- Mentor Campaign :   Cris Horwang,  Sririta Jensen,  Sonia Couling
- Đội chiến thắng thử thách: Bee Namthip-Sririta Jensen (Sririta Jensen)
- Top nguy hiểm: Hana Chancheaw & Nicky Boontham
- Thí sinh bị loại: Hana Chancheaw
- Huấn luyện viên đặc biệt: Ajirapha Meisinger, Natthaya Boonchompaisarn
- Khách mời: Wilasinee Panurat, Kanticha Chumma.

### Tập 7: Always Get More With Me - Top 14
Ngày phát sóng: 31 tháng 3 năm 2018
- Mentor Master Class: Sririta Jensen
- Thí sinh chiến thắng Master Class: Sky
- Mentor Campaign :  Cris Horwang, Sririta Jensen, Sonia Couling
- Đội chiến thắng thử thách: Cris Horwang-Lukkade Metinee (Cris Horwang)
- Top nguy hiểm: Jenny Akrasaevaya & Sai Visuttipranee
- Thí sinh bị loại: Jenny Akrasaevaya
- Khách mời: Cindy Bishop.

### Tập 8: Looking Grace Swing - Top 13
Ngày phát sóng: 7 tháng 4 năm 2018
- Mentor Master Class: Sonia Couling
- Thí sinh chiến thắng Master Class: Sky
- Mentor Campaign :   Cris Horwang, Bee Namthip, Ploy Chermarn
- Đội chiến thắng thử thách: Bee Namthip-Sririta Jensen (Bee Namthip)
- Top nguy hiểm: Sai Visuttipranee & Hong Sirimat
- Thí sinh bị loại: Hong Sirimat
- Khách mời: Natapohn Tameeruks, Aniporn Chalermburanawong.

### Tập 9: SHU Everyday Lifestyle Fashion - Top 12
Ngày phát sóng: 14 tháng 4 năm 2018
- Mentor Master Class: Ploy Chermarn
- Thí sinh chiến thắng Master Class: Joseph
- Mentor Campaign :   Lukkade Matinee, Bee Namthip, Ploy Chermarn
- Đội chiến thắng thử thách: Ploy Chermarn-Sonia Couling (Ploy Chermarn)
- Top nguy hiểm: Third Yoovichit & Jeo Angelo
- Thí sinh bị loại: Third Yoovichit & Jeo Angelo
- Khách mời: Nataya Lundberg, Marsha Vadhanapanich.

### Tập 10: Everyday is Runway
Ngày phát sóng: 21 tháng 4 năm 2018
- Mentor Master Class: Lukkade Metinee
- Thí sinh chiến thắng Master Class: Attila
- Mentor Campaign :  Cris Horwang,  Sririta Jensen,  Ploy Chermarn
- Đội chiến thắng thử thách: Bee Namthip-Sririta Jensen (Sririta Jensen)
- Top nguy hiểm: Far Sawangkla & Namwan Wongtanatat
- Thí sinh bị loại: không có

### Tập 11: CHR Irresistible
Ngày phát sóng: 28 tháng 4 năm 2018
- Mentor Master Class: Sririta Jensen
- Thí sinh chiến thắng Master Class: Sky
- Mentor Campaign :  Cris Horwang, Lukkade Metinee,  Sririta Jensen,  Ploy Chermarn, Sonia Couling
- Đội chiến thắng thử thách: Bee Namthip-Sririta Jensen (Sririta Jensen)
- Top nguy hiểm: Far Sawangkla & Niki Boontham
- Thí sinh bị loại: Far Sawangkla

### Tập 12: Atomic Blonde - Top 7
Ngày phát sóng: 5 tháng 5 năm 2018
- Mentor Master Class: Lukkade Metinee
- Mentor Campaign :  Cris Horwang, Sririta Jensen, Bee Namthip, Sonia Couling
- Đội chiến thắng thử thách: Bee Namthip-Sririta Jensen (Sririta Jensen - Bee Namthip)
- Thí sinh quay lại (bị loại từ tập 9 đến 11) cho đêm chung kết: Third Yoovichit & Jeo Angelo & Far Sawangkla
- Chiến thắng thử thách thử thách chính: Tia Li Taveepanichpan
- Top 6 được chọn bởi các huấn luyện viên: Attila Apichaht & Prim Lodsantia & Darran Chanavarasutthisiri & Gina Pattarachokchai & Sky Hoerschler & Tia Li Taveepanichpan
- Thí sinh thứ bảy vào Chung kết nhờ team chiến thắng thử thách chính: Jeo Angelo
- Thí sinh bị loại: Far Sawangkla & Sai Visuttipranee & Third Yoovichit & Nicky Boontham & Namwan Wongtanatat
- Khách mời: Urassaya Sperbund.

### Tập 13: Final Walk - Chung kết
Ngày phát sóng: 12 tháng 5 năm 2018
- Đội chiến thắng thử thách: Cris Horwang-Lukkade Metinee
- The Face ThaiLand: Gina Pattarachokchai
- Thí sinh về nhì: Darran Chanavarasutthisiri & Sky Hoerschler & Tia Li Taveepanichpan & Jeo Angelo & Attila Apichaht & Prim Lodsantia

## Thứ tự loại trừ
| Team Cris & Lukkade | Team Bee & Rita | Team Ploy & Sonia |

| Thứ hạng              | Tập | Tập       | Tập       | Tập       | Tập       | Tập       | Tập       | Tập       | Tập     | Tập       | Tập       | Tập       | Tập     | Tập       |
| Thứ hạng              | 1   | 2         | 3         | 4         | 5         | 6         | 7         | 8         | 9       | 10        | 11        | 12        | 13      | 13        |
| --------------------- | --- | --------- | --------- | --------- | --------- | --------- | --------- | --------- | ------- | --------- | --------- | --------- | ------- | --------- |
| Chiến thắng thử thách | —   | —         | Joseph    | Niki      | Tia Niki  | Tia       | Sky Niki  | Sky       | Joseph  | Attila    | Sky       | Gina      | —       | —         |
| Gina                  | Qua | An toàn   | An toàn   | Thắng     | An toàn   | An toàn   | Thắng     | An toàn   | An toàn | An toàn   | An toàn   | Nguy hiểm | Thắng   | Quán quân |
| Attila                | Qua | Thắng     | An toàn   | An toàn   | Thắng     | An toàn   | An toàn   | An toàn   | Thắng   | An toàn   | An toàn   | Nguy hiểm | An toàn | Á quân    |
| Prim                  | Qua | Thắng     | An toàn   | An toàn   | Thắng     | An toàn   | An toàn   | An toàn   | Thắng   | An toàn   | An toàn   | Nguy hiểm | An toàn | Á quân    |
| Darran                | Qua | An toàn   | An toàn   | Thắng     | An toàn   | An toàn   | Thắng     | An toàn   | An toàn | An toàn   | An toàn   | Nguy hiểm | An toàn | Á quân    |
| Sky                   | Qua | An toàn   | Thắng     | An toàn   | An toàn   | Thắng     | An toàn   | Thắng     | An toàn | Thắng     | Thắng     | Nguy hiểm | An toàn | Á quân    |
| Tia                   | Qua | An toàn   | Thắng     | An toàn   | An toàn   | Thắng     | An toàn   | Thắng     | An toàn | Thắng     | Thắng     | Thắng     | An toàn | Á quân    |
| Joseph                | Qua | An toàn   | Thắng     | An toàn   | An toàn   | Thắng     | An toàn   | Thắng     | Loại    |           |           | Quay lại  | An toàn | Á quân    |
| Niki                  | Qua | Nguy hiểm | An toàn   | Thắng     | An toàn   | Nguy hiểm | Thắng     | An toàn   | An toàn | An toàn   | Nguy hiểm | Loại      |         |           |
| Namwan                | Qua | An toàn   | An toàn   | Thắng     | An toàn   | An toàn   | Thắng     | An toàn   | An toàn | Nguy hiểm | An toàn   | Loại      |         |           |
| Sai                   | Qua | Thắng     | An toàn   | An toàn   | Thắng     | An toàn   | Nguy hiểm | Nguy hiểm | Thắng   | An toàn   | An toàn   | Loại      |         |           |
| Fah                   | Qua | Thắng     | An toàn   | An toàn   | Thắng     | An toàn   | An toàn   | An toàn   | Thắng   | Nguy hiểm | Loại      | Loại      |         |           |
| Third                 | Qua | An toàn   | Nguy hiểm | Thắng     | An toàn   | An toàn   | Thắng     | An toàn   | Loại    |           |           | Loại      |         |           |
| Hong                  | Qua | An toàn   | An toàn   | Thắng     | Nguy hiểm | An toàn   | Thắng     | Loại      |         |           |           |           |         |           |
| Jenny                 | Qua | An toàn   | Thắng     | Nguy hiểm | An toàn   | Thắng     | Loại      |           |         |           |           |           |         |           |
| Hana                  | Qua | Thắng     | An toàn   | Nguy hiểm | Thắng     | Loại      |           |           |         |           |           |           |         |           |
| Jazzy                 | Qua | An toàn   | Thắng     | An toàn   | Loại      |           |           |           |         |           |           |           |         |           |
| Jukkoo                | Qua | Thắng     | Loại      |           |           |           |           |           |         |           |           |           |         |           |
| Maprang               | Qua | Loại      |           |           |           |           |           |           |         |           |           |           |         |           |

     Thí sinh chiến thắng thử thách theo nhóm
     Thí sinh giành được giải thưởng đặc biệt trong thử thách
     Thí sinh lọt vào Top nguy hiểm
     Thí sinh bị loại
     Thí sinh chiến thắng thử thách cá nhân và miễn loại
     Thí sinh mặc dù chiến thắng thử thách cá nhân và miễn loại, nhưng vẫn bị loại.
     Thí sinh được quay trở lại vòng chọn chung kết cuộc thi và được chọn
     Thí sinh được quay trở lại vòng chọn chung kết cuộc thi, nhưng không được chọn và bị loại.
     Thí sinh về nhì
     Thí sinh chiến thắng